# Manfred Oldenburg
Manfred Oldenburg ist ein deutscher Dokumentarfilm-Regisseur.

## Werk
Oldenburg erstellt hauptsächlich TV-Dokumentarfilme und Episoden für TV-Dokuserien und -reihen. Er wurde vor allem durch die 2003 produzierte Dokumentation über die Schlacht von Stalingrad bekannt. 2004 gewann er für Das Wunder von Bern zusammen mit Guido Knopp und Sebastian Dehnhardt den Deutschen Fernsehpreis für die Beste Dokumentation.
2007 wurde er für seine Sportdokumentation Das verflixte dritte Tor – Wembley ’66 – Die wahre Geschichte mit dem bayerischen Fernsehpreis ausgezeichnet. 2013 erhielt er die gleiche Auszeichnung, diesmal zusammen mit Sebastian Dehnhardt und Jobst Knigge für den Film Drei Leben: Axel Springer. Für diesen Film erhielten sie zudem den Deutschen Wirtschaftsfilmpreis. 2014 war er verantwortlich für eine Dokumentation zum Attentat von Sarajevo 1914.
Im Jahr 2019 wurde sein von der Film- und Medienstiftung NRW, vom FilmFernsehFonds Bayern und vom Deutschen Filmförderfonds mit öffentlichen Geldern in Höhe von insgesamt gut 670.000 € geförderte Kinodokumentarfilm Kroos über den Fußballnationalspieler Toni Kroos veröffentlicht.
Oldenburgs Dokumentation Das letzte Tabu (2024) thematisiert Homosexualität im Profifußball, beleuchtet die persönlichen Herausforderungen homosexueller Spieler und kritisiert die Passivität von Fußballverbänden. Der Film betont die Diskrepanz zwischen der geringen Anzahl öffentlich geouteter Spieler und der breiten gesellschaftlichen Akzeptanz, zeigt aber auch Momente der Solidarität und Hoffnung auf Veränderung im Sport.

## Filmografie (Auswahl)
- 2003: Stalingrad – Der Angriff, der Kessel, der Untergang: Der Untergang
- 2004: Das Wunder von Bern – Die wahre Geschichte
- 2004: Die Befreiung: Der längste Tag
- 2004: Hitlers Manager: Gustav und Alfried Krupp – Die Waffenschmiede
- 2006: Wir Weltmeister – ein Fußballmärchen
- 2006: Deutschland – Weltmeister der Herzen
- 2006: Stalingrad – Die Wende an der Wolga
- 2006: Das verflixte dritte Tor: Wembley '66 – Die wahre Geschichte
- 2008: Franz Josef Strauß – Eine deutsche Geschichte
- 2008: Dynastien in NRW: Deichmann – Auf leisen Sohlen zum Erfolg
- 2009: Krupp – Mythos und Wahrheit
- 2010: Der Kniefall des Kanzlers – Die zwei Leben des Willy Brandt
- 2010: Deutsche Dynastien: Die Oetkers
- 2010: Das Weltreich der Deutschen
- 2010: Der Kniefall des Kanzlers – Die zwei Leben des Willy Brandt
- 2011:	Die Geheimnisse des John F. Kennedy
- 2012:	Deutsche Dynastien: Die Opels
- 2012: Drei Leben: Axel Springer
- 2014: Sarajevo – Der Weg in die Katastrophe
- 2014: Die Aldi-Story – Karl und Theo Albrecht
- 2015: Der Computer-Pionier aus Paderborn – Heinz Nixdorf
- 2015:	Mein Kampf. Das gefährliche Buch
- 2017:	ZDFzeit – Deutschlands große Clans: Die Aldi-Story
- 2018:	Die Steinkohle – Aufbruch in eine neue Zeit
- 2019:	Kroos
- 2024: Das letzte Tabu
- 2024: Fußballwunder: Von Bern bis Berlin